# Bojan Ilievski
Bojan Ilievski (in macedone Бојан Илиевски?; Bitola, 1º settembre 1999) è un calciatore macedone, dofensore dello Struga e della nazionale macedone.

## Carriera

### Club
Cresciuto nel Pelister, ha debuttato in prima squadra il 14 febbraio 2018 nell'incontro di Prva makedonska fudbalska liga pareggiato 1-1 contro il Pobeda ed ha segnato il suo primo gol il 2 maggio seguente nella partita vinta 3-2 contro il Renova.
Nell'estate del 2021 è stato acquistato dal Rabotnički ma dopo una sola stagione ha cambiato squadra firmando con il Makedonija G.P.. Con i giallorossi ha debuttato nelle competizioni europee ed ha vinto la coppa nazionale nella stagione 2022-2023.
Nel giugno del 2024 è stato acquistato dallo Struga.

### Nazionale
Ha giocato nella nazionale macedone Under-21.
Il 22 ottobre 2022 ha debuttato con la nazionale maggiore macedone nell'incontro amichevole perso 1-0 contro l'Arabia Saudita. Il 17 novembre 2024, a distanza di quasi due anni e mezzo dalla prima ed unica apparizione, è sceso nuovamente in campo nella partita di UEFA Nations League vinta 1-0 contro le Fær Øer.

## Statistiche

### Presenze e reti nei club
Statistiche aggiornate al 23 marzo 2025.
| Stagione               | Squadra                | Campionato             | Campionato | Campionato | Coppe nazionali | Coppe nazionali | Coppe nazionali | Coppe continentali | Coppe continentali | Coppe continentali | Altre coppe | Altre coppe | Altre coppe | Totale | Totale | Totale |
| Stagione               | Squadra                | Comp                   | Pres       | Reti       | Comp            | Pres            | Reti            | Comp               | Pres               | Reti               | Comp        | Pres        | Reti        | Pres   | Reti   |        |
| ---------------------- | ---------------------- | ---------------------- | ---------- | ---------- | --------------- | --------------- | --------------- | ------------------ | ------------------ | ------------------ | ----------- | ----------- | ----------- | ------ | ------ | ------ |
| 2017-2018              | Pelister               | PL                     | 15         | 1          | CM              | 3               | 0               | -                  | -                  | -                  | -           | -           | -           | 18     | 1      |        |
| 2018-2019              | Pelister               | VL                     | 12         | 0          | CM              | 0               | 0               | -                  | -                  | -                  | -           | -           | -           | 12     | 0      |        |
| 2019-2020              | Pelister               | VL                     | 15         | 0          | CM              | 0               | 0               | -                  | -                  | -                  | -           | -           | -           | 15     | 0      |        |
| 2020-2021              | Pelister               | PL                     | 31         | 1          | CM              | 0               | 0               | -                  | -                  | -                  | -           | -           | -           | 31     | 1      |        |
| Totale Pelister        | Totale Pelister        | Totale Pelister        | 73         | 2          |                 | 3               | 0               |                    | -                  | -                  |             | -           | -           | 76     | 2      |        |
| 2021-2022              | Rabotnički             | PL                     | 30         | 1          | CM              | 0               | 0               | -                  | -                  | -                  | -           | -           | -           | 30     | 1      |        |
| 2022-2023              | Makedonija G.P.        | PL                     | 22         | 0          | CM              | 1               | 0               | UECL               | 2                  | 0                  | -           | -           | -           | 25     | 0      |        |
| 2023-2024              | Makedonija G.P.        | PL                     | 31         | 2          | CM              | 3               | 0               | UECL               | 2                  | 0                  | -           | -           | -           | 36     | 2      |        |
| Totale Makedonija G.P. | Totale Makedonija G.P. | Totale Makedonija G.P. | 53         | 2          |                 | 4               | 0               |                    | 4                  | 0                  |             | -           | -           | 61     | 2      |        |
| 2024-2025              | Struga                 | PL                     | 23         | 2          | CM              | 1               | 0               | UCL+UECL           | 2+1                | 0                  | -           | -           | -           | 27     | 2      |        |
| Totale carriera        | Totale carriera        | Totale carriera        | 179        | 7          |                 | 8               | 0               |                    | 7                  | 0                  |             | -           | -           | 194    | 7      |        |

### Cronologia presenze e reti in nazionale
| Cronologia completa delle presenze e delle reti in nazionale ― Macedonia del Nord | Cronologia completa delle presenze e delle reti in nazionale ― Macedonia del Nord | Cronologia completa delle presenze e delle reti in nazionale ― Macedonia del Nord | Cronologia completa delle presenze e delle reti in nazionale ― Macedonia del Nord | Cronologia completa delle presenze e delle reti in nazionale ― Macedonia del Nord | Cronologia completa delle presenze e delle reti in nazionale ― Macedonia del Nord | Cronologia completa delle presenze e delle reti in nazionale ― Macedonia del Nord | Cronologia completa delle presenze e delle reti in nazionale ― Macedonia del Nord |
| Data                                                                              | Città                                                                             | In casa                                                                           | Risultato                                                                         | Ospiti                                                                            | Competizione                                                                      | Reti                                                                              | Note                                                                              |
| --------------------------------------------------------------------------------- | --------------------------------------------------------------------------------- | --------------------------------------------------------------------------------- | --------------------------------------------------------------------------------- | --------------------------------------------------------------------------------- | --------------------------------------------------------------------------------- | --------------------------------------------------------------------------------- | --------------------------------------------------------------------------------- |
| 22-10-2022                                                                        | Abu Dhabi                                                                         | Arabia Saudita                                                                    | 1 – 0                                                                             | Macedonia del Nord                                                                | Amichevole                                                                        | -                                                                                 | 79’                                                                               |
| 17-11-2024                                                                        | Skopje                                                                            | Macedonia del Nord                                                                | 1 – 0                                                                             | Fær Øer                                                                           | UEFA Nations League 2024-2025 - 1° turno                                          | -                                                                                 | 54’                                                                               |
| 22-3-2025                                                                         | Vaduz                                                                             | Liechtenstein                                                                     | 0 – 3                                                                             | Macedonia del Nord                                                                | Qual. Mondiali 2026                                                               | -                                                                                 | 46’                                                                               |
| 25-3-2025                                                                         | Skopje                                                                            | Macedonia del Nord                                                                | 1 – 1                                                                             | Galles                                                                            | Qual. Mondiali 2026                                                               | -                                                                                 | 87’                                                                               |
| 6-6-2025                                                                          | Skopje                                                                            | Macedonia del Nord                                                                | 1 – 1                                                                             | Belgio                                                                            | Qual. Mondiali 2026                                                               | -                                                                                 | 70’ 80’                                                                           |
| Totale                                                                            |                                                                                   | Presenze                                                                          | 5                                                                                 |                                                                                   | Reti                                                                              | 0                                                                                 |                                                                                   |

## Palmarès

### Club

#### Competizioni nazionali
- Kup na Makedonija: 1

Makedonija G.P.: 2022-2023